# Alfred Beau
Alfred Beau (n. 23 iulie 1829, Morlaix, Bretagne, Franța – d. 11 februarie 1907, Quimper, Bretagne, Franța) a fost un pictor, ceramist și fotograf francez.

## Biografie

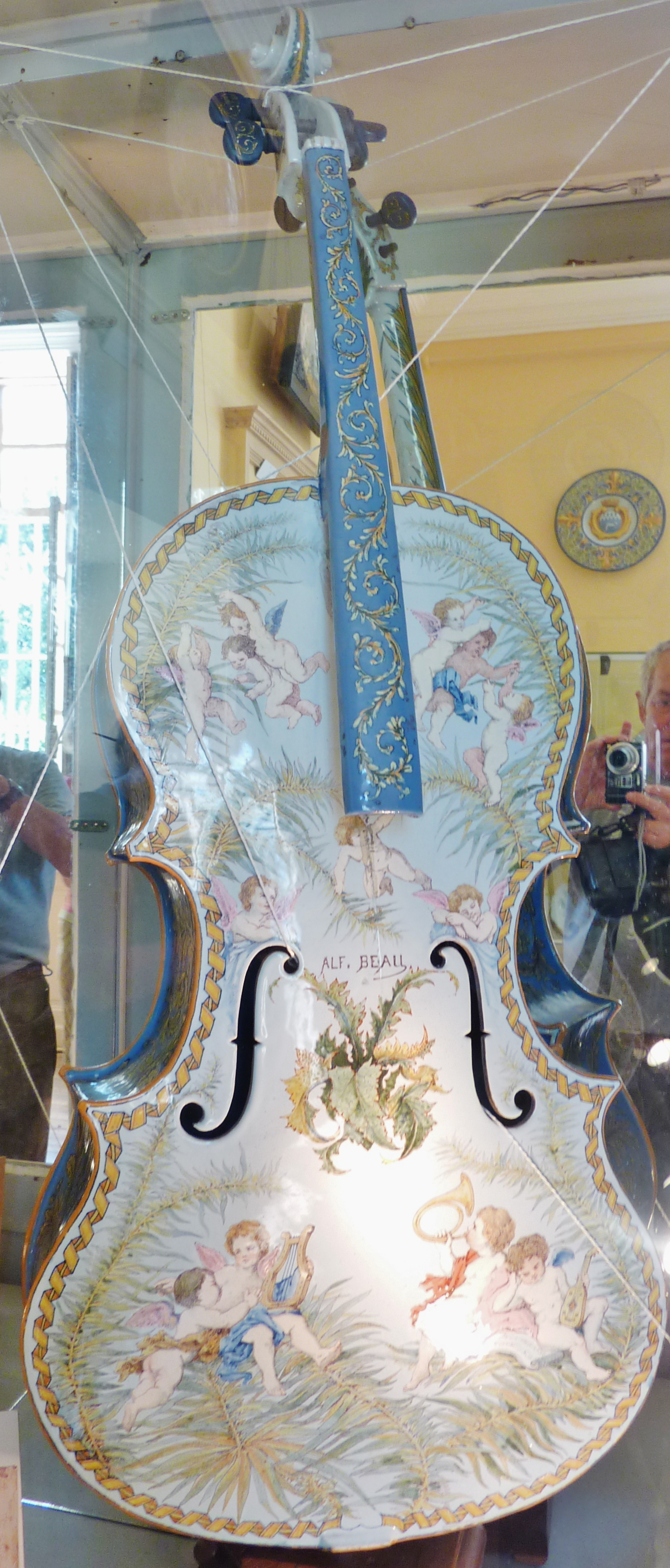
„Violoncel”. Această lucrare rafinată din faianță a fost realizată de fabrica Porquier. În prezent se află în „Manoir de Kerazan” ca parte a colecției fundației Astor

Beau s-a născut în Morlaix. Încurajat să studieze designul și pictura (acuarelă), a urmat cursul de design susținut de Prosper Saint-Germain în Morlaix, după care s-a dedicat fotografiei. În aprilie 1857 s-a căsătorit cu Adah-Ana Souvestre, fiica scriitorului din Morlaix, Émile Souvestre și a soției sale Nanine Souvestre-Papot, care era și scriitoare. Sub influența ceramistului Michel Bouquet, și interesul său pentru ceramică reînviind în timpul celui de -al Doilea Imperiu, a început să picteze pe ceramică producând o varietate de farfurii decorate cu scene de gen din viața bretonilor, flori și portrete istorice. După 1870, când nu a reușit să obțină un loc de muncă la „Faïencerie HB-Henriot Quimper”, deoarece Beau a insistat să-și semneze lucrările, a fost susținut de văduva lui Adolphe Porquier și a devenit director artistic al atelierului de ceramică Porquier, care în timp a devenit Porquier-Beau și piesele lor au fost marcate cu „PB”.
Beau și-a expus opera atât la Salonul artistic, cât și la marile „Expositions universelles”, în special la Expoziția Universală din 1878, unde a obținut o medalie de argint pentru violoncelul său din ceramică. Pe măsură ce activitatea sa a început să revitalizeze industria ceramicii din Quimper, alte ateliere au început să-i copieze stilul. În 1880, Beau a fost numit „conservateur” la muzeul de arte frumoase din Quimper. A încurajat muzeul să-și dezvolte colecția de artă bretonă și a contribuit la această colecție cu o dioramă care înfățișează o nuntă bretonă cu aproximativ patruzeci și patru de manechine ieșind din capelă, toate îmbrăcate în costume bretone.
A legat o prietenie cu Joseph Astor, primarul de atunci al orașului Quimper și proprietarul Manoir de Kerazan din Loctudy, pe care l-a dotat cu opere de artă. Fiul lui Astor, Joseph-Georges Astor, l-a însărcinat pe Beau să îngrijească și să completeze colecția tatălui său, iar Manoir de Kerazan conține multe dintre lucrările lui Beau.

## Lucrări
Câteva dintre lucrările lui Beau sunt conservate în Bretania, acestea includ :-
- „Violoncelle” . Această piesă ceramică, pentru care Beau a primit o medalie de argint la „Exposition universelle” din Paris din 1878, este păstrată în Manoir de Kerazan din Loctudy.
- „Le premier bonhomme” . Această pictură în ulei pe pânză, datând din jurul anului 1891, este păstrată în Muzeul de Artă și Istorie din Saint-Brieuc.
- „Un amateur de faïence: portret de MF”. Un tablou din 1888 păstrat în Muzeul de Arte Frumoase din Quimper.

Alte lucrări realizate de Alfred Beau
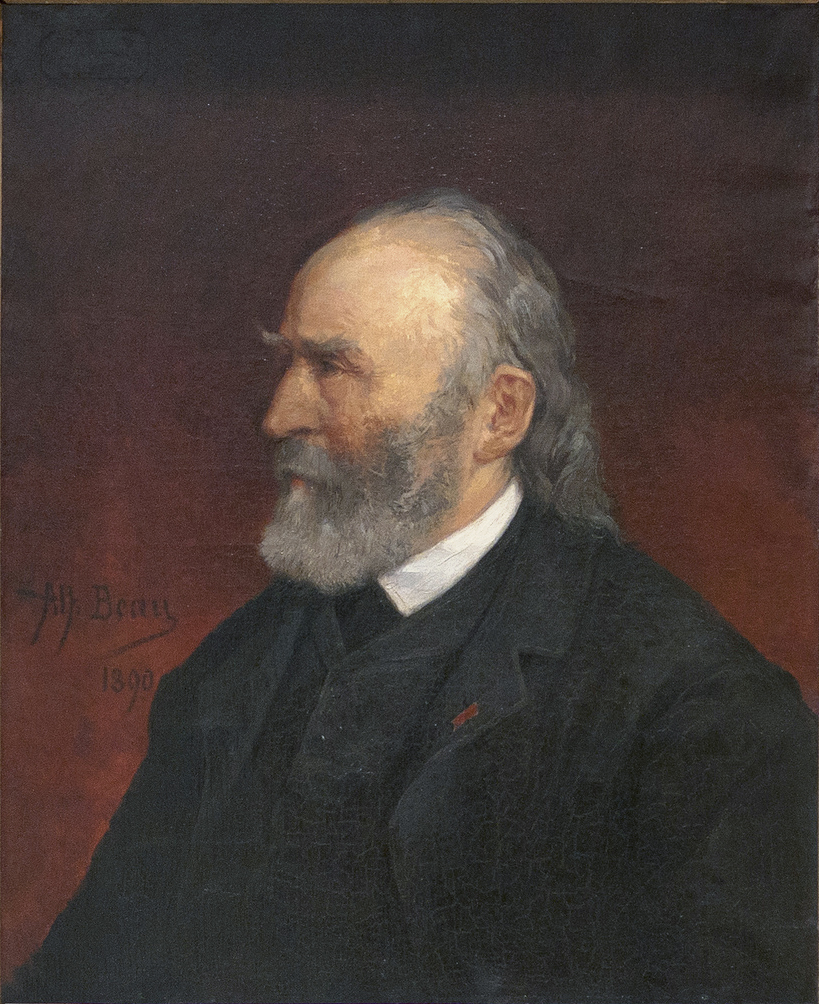
Portretul lui François-Marie Luzel de Alfred Beau (1890) expus la Muzeul de Arte Frumoase din Quimper.
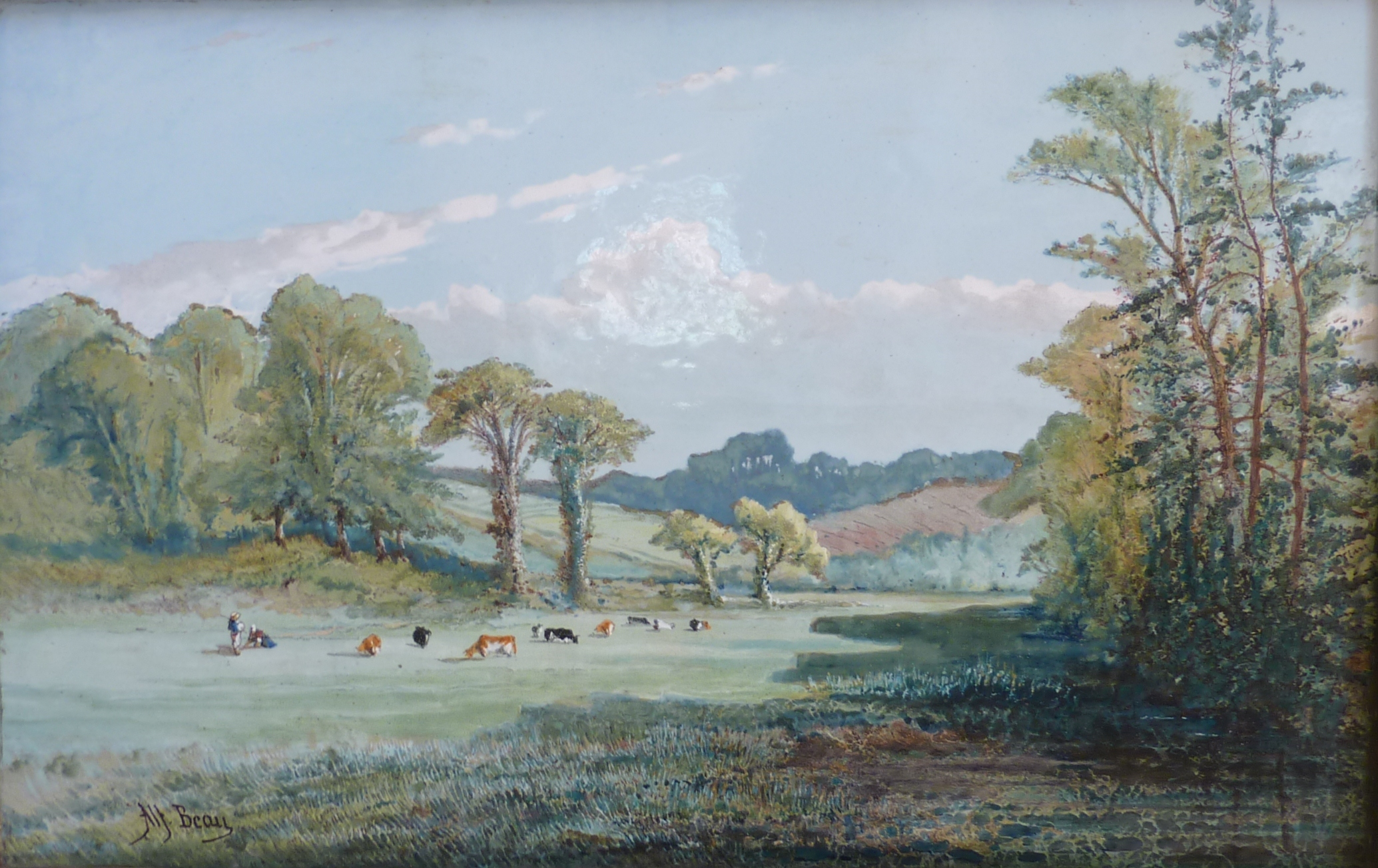
Marais de Pluguffan, un tablou pe email fabricat de Porquier și păstrat în Manoir de Kerazan, fundația Astor.
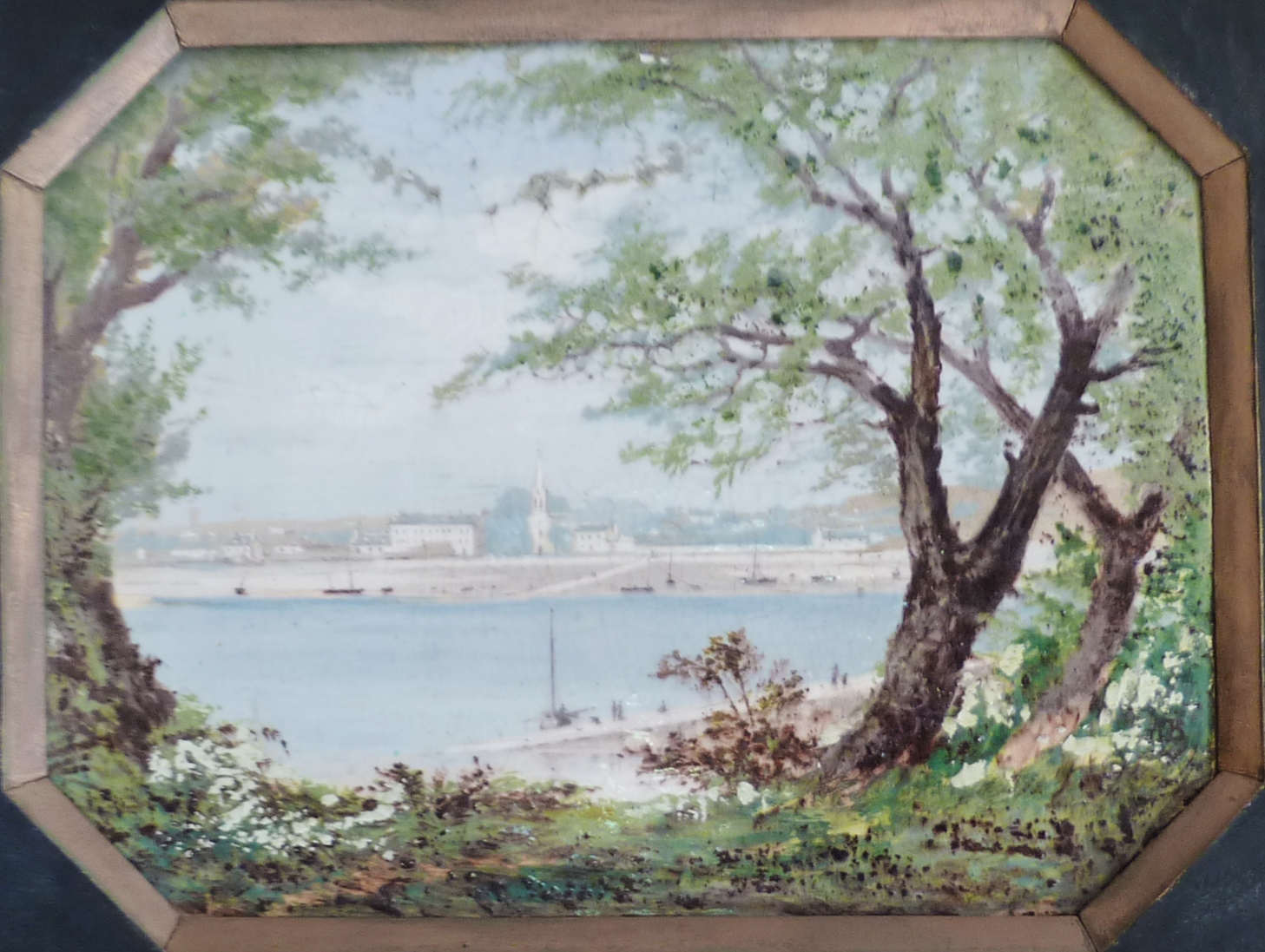
Bénodet vu de Sainte-Marine. Această pictură pe email a fost realizată de Porquier și se află în Manoir de Kerazan, fundația Astor.
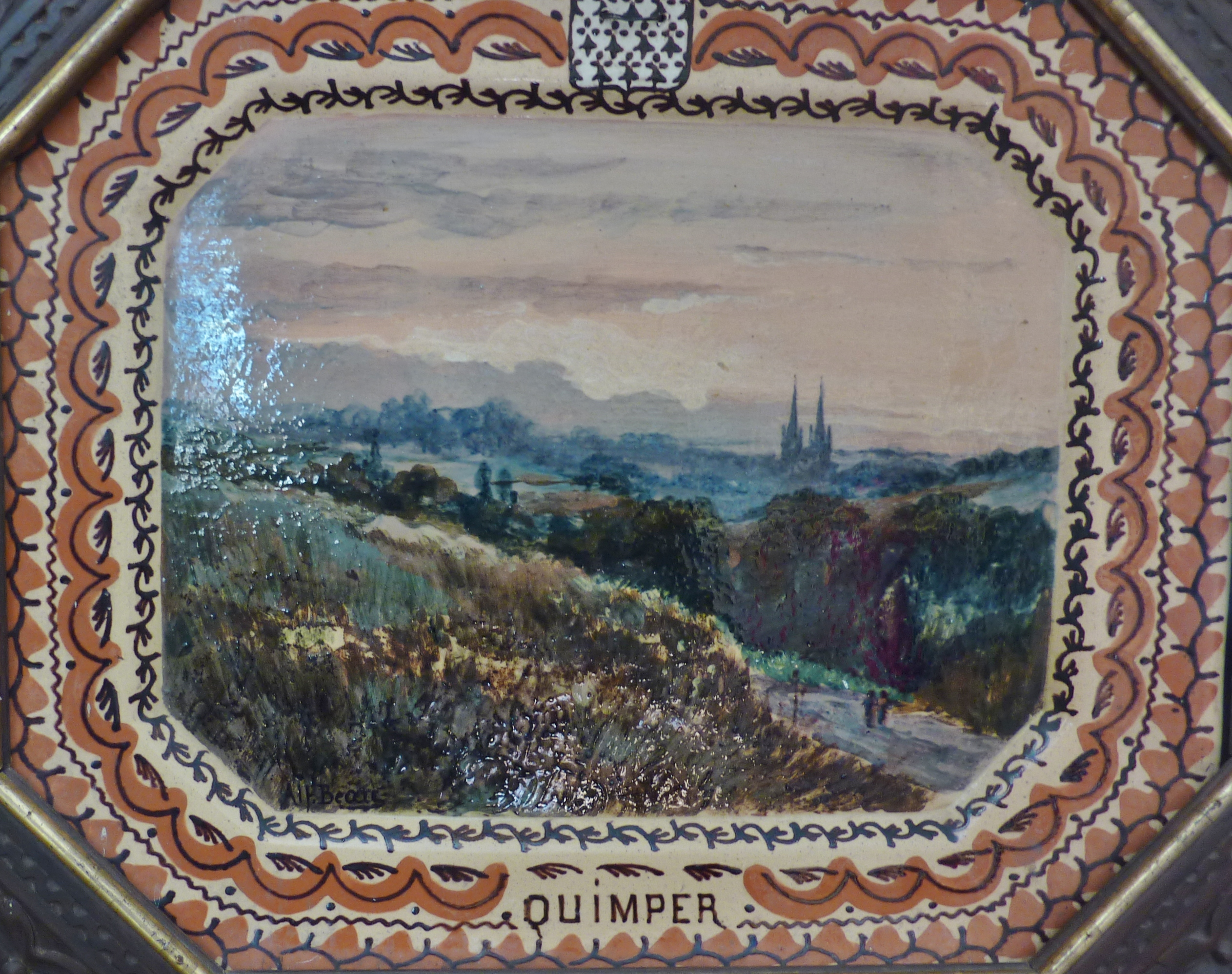
Lever du jour à Quimper. O lucrare de teracotă realizată de Porquier și păstrată în Manoir de Kerazan, fundația Astor.
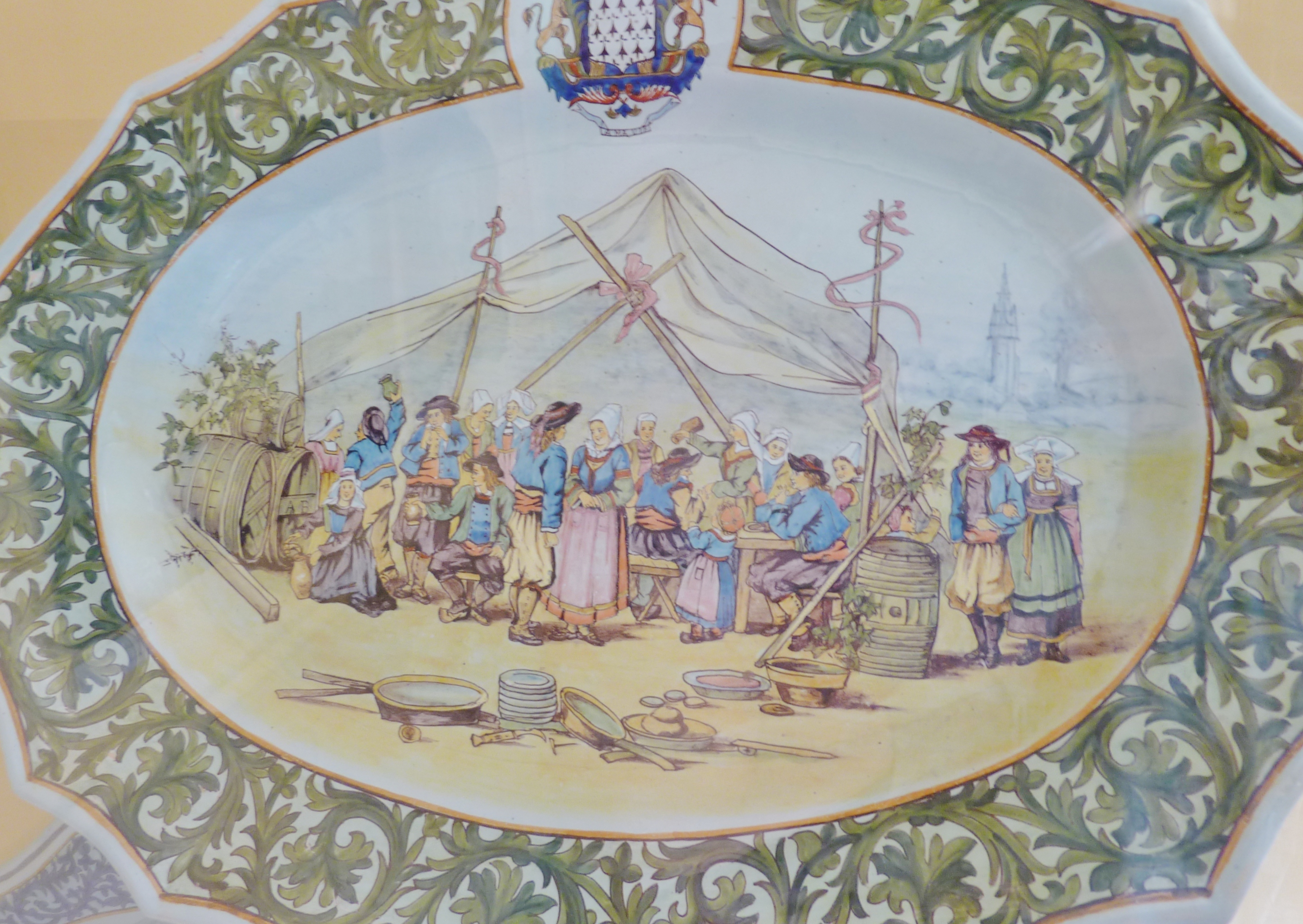
Plat cu décor de noce bretonne. O farfurie deținută în colecția Manoir de Kerazan, fundația Astor.

## Mormântul său
Alfred Beau este înmormântat în cimitirul Saint-Marc din Quimper. Mormântul său este decorat cu un relief care înfățișează paleta unui artist și un medalion al lui Beau realizat de sculptorul Hector Lemaire.